# Jon Barrenetxea
Jon Barrenetxea Golzarri (Gamiz-Fika, 20 april 2000) is een Spaans wielrenner die anno 2024 rijdt voor Movistar Team.

## Carrière
In 2018 werd Barrenetxea nationaal kampioen op de weg bij de junioren, voor Iván Cobo en Aitor Larrañaga. Op het wereldkampioenschap eindigde hij op plek 36. In 2020 won Barrenetxea verschillende koersen in het Spaanse nationale circuit, waarna hij in 2021 prof werd bij Caja Rural-Seguros RGA. In zijn eerste seizoen bij de profs stond hij aan de start van de Ronde van het Baskenland. In 2022 won hij het bergklassement in de Ruta del Sol door twee dagen in de aanval te gaan en vervolgens voldoende punten te verzamelen om zijn concurrenten voor te blijven.

## Overwinningen
2018
 Spaans kampioen op de weg, Junioren
2022
Bergklassement Ruta del Sol
2023
Bergklassement Ronde van het Baskenland
2024
Circuito de Getxo
2025
5e etappe Ruta del Sol

## Resultaten in voornaamste wedstrijden
| Jaar | Ronde van Italië | Ronde van Frankrijk | Ronde van Spanje |
| ---- | ---------------- | ------------------- | ---------------- |
| 2021 |                  |                     |                  |
| 2022 |                  |                     |                  |
| 2023 |                  |                     | 74e              |
| 2024 |                  |                     |                  |
| 2025 | 92e              |                     |                  |

| Jaar | Milaan-San Remo | Gent-Wevelgem | Amstel Gold Race | Clásica San Sebastián |
| ---- | --------------- | ------------- | ---------------- | --------------------- |
| 2021 |                 |               |                  | opgave                |
| 2022 |                 |               |                  | opgave                |
| 2023 |                 |               |                  |                       |
| 2024 | 42e             |               | opgave           |                       |
| 2025 | 20e             | opgave        |                  |                       |

## Ploegen
- 2021 –  Caja Rural-Seguros RGA
- 2022 –  Caja Rural-Seguros RGA
- 2023 –  Caja Rural-Seguros RGA
- 2024 –  Movistar Team
- 2025 –  Movistar Team

Amezqueta · Aular · Bagües · Barceló · Barrenetxea · Calle · Cepeda · Cuadros · Etxeberria · García · González · Johnston · Lastra · Leitão · Martín · Murguialday · Nicolau · Nieve · Pira · Prades ·Schlegel  · Balderstone (stagiair) · López de Abetxuko (stagiair) · López (stagiair)
Amezqueta · Aular · Babor · Balderstone · Barceló · Barrenetxea · Bárta · Cepeda · Etxeberria · García · González · Hailemichael · Johnston · Leitão · López · Martín · Murguialday · Nicolau · Pira · Prades ·Schlegel  · Sorarrain (vanaf 31/7) · Guardeño (stagiair) · Ibáñez (stagiair) · Silva (stagiair)
Aranburu · Arcas · Barrenetxea · Barta · Canal · Cavagna · Cimolai · Formolo · García · Gaviria · Guerreiro · Jacobs · Lazkano · Mas · Milesi · Moro · Mühlberger · Norsgaard · Oliveira · Pedrero · Quintana · Rangel Costa (tot 19/8) · Romeo · Romo · Rubio · Samitier · Serrano · Sosa · Torres